# Дампьер-ан-Монтань
Дампье́р-ан-Монта́нь (фр. Dampierre-en-Montagne) — коммуна во Франции, находится в регионе Бургундия. Департамент коммуны — Кот-д’Ор. Входит в состав кантона Витто. Округ коммуны — Монбар.
Код INSEE коммуны — 21224.

## Население
Население коммуны на 2010 год составляло 77 человек.
| 1962 | 1968 | 1975 | 1982 | 1990 | 1999 | 2010 |
| ---- | ---- | ---- | ---- | ---- | ---- | ---- |
| 72   | 71   | 68   | 66   | 56   | 68   | 77   |

## Экономика
В 2010 году среди 44 человек трудоспособного возраста (15—64 лет) 35 были экономически активными, 9 — неактивными (показатель активности — 79,5 %, в 1999 году было 68,9 %). Из 35 активных жителей работали 34 человека (20 мужчин и 14 женщин), безработной была 1 женщина. Среди 9 неактивных 4 человека были учениками или студентами, 5 — пенсионерами, 0 были неактивными по другим причинам.